# Yakup Şener
Yakup Şener (ur. 1 września 1990 roku w Trabzonie) – turecki bokser, uczestnik igrzysk olimpijskich w Londynie (2012).

## Życiorys
Studiował wychowanie fizyczne na Uniwersytecie Technicznym Karadeniz w Trabzonie. Zawodnik sekcji bokserskiej klubu Fenerbahçe SK.
W 2006 roku został brązowym medalistą w wadze 54 kg na mistrzostwach Świata kadetów w Stambule.

### Igrzyska olimpijskie
Zdobył kwalifikację w kwietniu 2012 roku. Wystąpił w wadze lekkopółśredniej, gdzie w pierwszej rundzie pokonał Kameruńczyka Serge Ambomo, zaś w drugiej przegrał z Uzbekiem Uktamjon Rahmonovem.